# 奇皇后 〜ふたつの愛 涙の誓い〜
『奇皇后 〜ふたつの愛 涙の誓い〜』（きこうごう ふたつのあい なみだのちかい）は、MBCで2013年10月28日から2014年4月29日に「MBC月火ドラマ」枠で放送された韓国の連続テレビドラマ。全51回。

## 概要
14世紀中期に高麗（こうらい）から「貢女」として元（げん）に入り、低い身分から最後には順帝の皇后となった奇皇后の生涯を描いた作品である。
実在した人物ではあるがその生涯には未知な点が多い奇皇后を主人公にして、架空の登場人物を交え、史実にこだわらずに制作されている。中華人民共和国の横店影視城でロケを行った。
放送開始から高視聴率を記録し、放送継続中の2013年12月30日に開催された2013年MBC演技大賞で、主役の奇皇后を演じたハ・ジウォンが大賞と人気賞と「放送3社ドラマPDが選んだ今年の演技者賞」を受賞し、相手役の一人である高麗王ワン・ユを演じたチュ・ジンモが最優秀演技賞を、もう一人の相手役である大元（だいげん）の皇帝タファンを演じたチ・チャンウクが優秀演技賞を受賞した。
さらに脚本を書いたチャン・ヨンチョルとチョン・ギョンスンは「今年の作家賞」を、敵役の皇后タナシルリを演じたペク・ジニが新人賞をそれぞれ同時に受賞した。
日本では衛星劇場で『奇皇后』の邦題で放送された後、2014年8月3日から2015年8月2日までNHK BSプレミアムの「韓国ドラマシリーズ」枠で『奇皇后 〜ふたつの愛 涙の誓い〜』の邦題で放送された。

## あらすじ
元の都、大都では、キ・ヤンという高麗女性の皇后即位式が行われていた。「奇皇后」の誕生である。臣下が万歳を唱える中、ヤンは初恋の人、高麗王ワン・ユの姿を見つける。そして、一筋の涙を流すのであった。
14世紀。高麗の少女ヤンは元への貢ぎ物・貢女として、母や多くの女達と共に連れ去られる途中、人質として同行していた高麗の世子ワン・ユの助けで逃亡。しかし、ヤンの母は追ってきた元の将軍に殺害され、他の者もほとんどが皆殺しにされる。逃げ延びたヤンは身を隠すため、少年を装い「スンニャン」と名乗る。13年後、弓の名手となり、狼派の頭としてならず者たちを率いるようになったスンニャンは、高麗王となっていたワン・ユと再会する。ワン・ユは元と結んで高麗王の座を簒奪しようと画策する叔父のワン・ゴの密貿易の証拠をつかもうとしていた。
そのころ、元の皇太子タファンが高麗に流罪となり、スンニャンが警護をつとめることになる。元の丞相で最高権力者のヨンチョルは、タファンを亡き者にしようとするが、スンニャンは必死にタファンを守りぬく。その道中、わがままなタファンに手を焼きながら、スンニャンは次第にタファンと心を通わせるようになる。
やがて、皇帝となっていたタファンの弟が死亡したため、タファンはヨンチョルの命によって元に呼び戻され、傀儡の皇帝に擁立され、ヨンチョルの娘のタナシルリと結婚させられる。一方、タファン暗殺未遂の罪は高麗に着せられ、ワン・ユは王位を剥奪されて元に送られ、スンニャンの父も殺されてしまう。スンニャンも元に連行され、さらに女性であることが発覚して、皇宮の雑用係として働くことになる。スンニャンは皇宮で働きながら復讐の機会をうかがうが、やがて元の軍人となっていたワン・ユの部下となり、互いに愛し合うようになる。高麗に一時的に戻っていたワン・ユに妊娠の報告をするため、タファンの子を出産するために皇宮を出ることとなった側室パク・オジンに随行する形で皇宮を出たスンニャンだったが、道中でパク・オジン一行は、タファンの皇后タナシルリとその兄のタンギセが差し向けた盗賊団に襲撃される。スンニャンはその場を脱出し、密かにワン・ユの子を産み、ピョルと名付けるが、再びヨンチョル一味のヨム・ビョンスの襲撃にあい、子と生き別れになってしまう。弱っていたスンニャンはすぐにメバク商団に拘束されるが連行中、偶然通りかかったペガンとタルタルに救出される。ピョルが死んだと考えたスンニャンは父母、ピョルそしてパク・オジンの敵を打つため、武将ペガンとタルタル軍師の助力を得て、タファンの側室となり、キ・ヤンと名乗る。
一方、皇太后の策謀によって妊娠できない身体になっていたタナシルリは妊娠を偽って尼寺にこもっていたが、そこへ尼僧が捨て子を拾ってくる。タナシルリはその子を自分の子と偽り、マハと名付けて、我が子のように可愛がるようになる。その子こそ、スンニャンとワン・ユの子であるピョルだった。一方、スンニャンもタファンの子を産み、スンニャンはマハを我が子と知らぬまま、タナシルリとの権力闘争を開始する。
皇太后やペガンと協力して、スンニャンはタナシルリやその後ろ盾となっていたヨンチョル一派の打倒に成功する。しかし、スンニャンが代わって権力を握ることを警戒した皇太后は、マハに讒言し、自らの傀儡として利用しながら、スンニャンに対抗するようになる。スンニャンはやがてマハを自分の子と知るが、皇太后の操り人形となって自分を敵視するマハの姿に心を痛める。また、ヨンチョル一派打倒後の人事に不満を持ったペガンもスンニャンを敵視するようになり、自らの姪・バヤンフトを皇后として宮中に送り込む。バヤンフトはマハを殺害し、その罪をスンニャンになすりつけようとするが、マハの殺害にスンニャンは激怒し、バヤンフトを殺害する。また、ペガンも暴政が過ぎ、タルタルに殺害される。
タファンの側近のコルタは皇太后と組み、タファンに薬を飲ませて判断力を失わせ、またいとこのパルラチョプに譲位するよう吹き込み、一気に権力を握ろうとする。しかし、コルタの言いなりになっていると思われたタファンは正気を保っており、コルタの悪事は露見する。コルタとパルラチョプは殺され、皇太后は自害する。
こうして、政敵を排したスンニャンは国政の改革に乗り出すが、時すでに遅く、元は滅亡の淵に立たされていた。タファンは国が滅亡していく中、命を落とし、スンニャンに最後まで忠誠を誓ったタルタルは反乱軍討伐へと出発する。そして、スンニャンはタファンとの子・アユルシリダラと共に北方へと退くのだった。

## 登場人物
ストーリーにはフィクションが多分に含まれており、実在の人物とは人物像が異なる。本節の記述はあくまでもドラマ内での人物像である。

### 主要人物
- キ・ヤン（奇洋）／スンニャン（奇皇后）：ハ・ジウォン／少女時代：ヒョン・スンミン

本作の主人公。タファンの三度目の皇后（ヨンチョル一族討伐後、側室の位・貴妃に昇格。後に皇后となる）。当初は素性を隠して「スンニャン」と名乗って男装し、ならず者の集団の頭をしていた。弓の名手で、武官としてワン・ユに仕える。ワン・ユとタファンから愛され、一時はワン・ユと結ばれるが、父母や高麗出身の女官仲間たちを惨殺した怨敵ヨンチョル一族への復讐のため、タファンの側室となる。パク・オジンを殺したタナシルリを消し、マハを殺したバヤンフトに毒を下し、タファンの聖旨で皇后に冊立される。
度重なる戦争で苦しむ民衆に米を送ったり、タファンに民衆の姿を見せて、戦争をやめさせようとするなど、常に民衆のことを考えた治世を実現しようとする。しかしその後もキ・ヤンは丞相ペガンや皇太后とコルタとの権力闘争を継続する。最終的にはこの闘争に勝利し、政治の全権を握った後、高官たちが貢女を自分の側室として私物化することを禁止して、貢女の制度を完全に廃止した。連行されていた貢女たちも解放し、帰国を許している。しかし、その頃には元はすでに衰亡しており、朱元璋率いる反乱軍が首都である大都に迫る。元の滅亡が迫るなか、タルタルの進言を受け入れて、北方に退き、息子のアユルシリダラを皇帝に即位させて北元を建てる。
- ワン・ユ：チュ・ジンモ／少年時代：アン・ドギュ

高麗の王（前王）。世子のときにヤンと出会っており、後に互いに思いを寄せ合うようになる。元の陰謀で、流刑されてきた元の皇太子タファン暗殺未遂の罪を着せられ、廃位のうえ、元に連行される。復位のため、表面上はヨンチョルに取り入る一方、ヨンチョルを陥れるための策を巡らす。ヤンがタファンの側室となった後も、陰ながら助け続けた。ヨンチョル打倒の功績で高麗王に復位し、その後は元への貢納を廃止するなどして元からの自立を目指し、貿易で国を富ませた。しかし、元からの自立策がタファンらの疑念を呼んだ上に、利敵行為の疑いをかけられて、王位を剥奪されて、元に連行される。その後疑いを晴らして再度の復位を果たす。しかし、マハがワン・ユとヤンの子だと知ったタファンは秘密を守るためにワン・ユの口を封じる決意をしていた。高麗へ帰る道中、タファンによって殺される。
- タファン：チ・チャンウク

元の皇帝。流刑先の高麗で命を狙われた際、嘘の証言でヤンの父キ・ジャオを死に追いやった（元で雑用係となったヤンは父の敵を取る機会を窺っていたが、皇宮の高麗出身者への報復を恐れ断念する）。皇帝であった幼い弟の死を受け皇帝となる。強大な権力を握るヨンチョルを恐れ、警戒されないように無知なうつけ者のふりをしていたため、文字や武術を学ぶ機会がなかった。復讐のために側室となったヤンの導きで文字を学ぶようになり、ヨンチョル一族を排除し、親政を志すようになる。
しかし、新たに丞相となったペガンの言うことを盲信して、国力を無視して侵略戦争を開始し、戦況が悪化すると酒に溺れるなど、治世は芳しいものではなかった。コルタからはヤンに関する讒言を吹きこまれ続けたが、ヤンへの愛を貫き、逆にコルタの陰謀を突き止めて、コルタや皇太后などを排除し、宮中の権力闘争に終止符を打った。しかし、元の衰退は止めることが出来ず、元が滅亡へと向かう中、ヤンの腕に抱かれて息絶えた。

### ヨンチョル一派
- ヨンチョル：チョン・グックァン

元の丞相。タンギセ、タプジャへ、皇后タナシルリの父。長年に亘り国の実権を握り、皇帝を次々と挿げ替えてきた。タファンの父である先の皇帝も殺した。権力をほしいままにし、ついにはタファンをも排除して元の全権を握ることを計画する。しかし決起したタファンに敗れ、反逆罪に問われて宮廷内でペガンの手によって縊り殺される。
- タンギセ：キム・ジョンヒョン（朝鮮語版）

元の武将。ヨンチョルの長男。皇后タナシルリの兄。ヤンの母の仇。残忍な冷血漢だが、父ヨンチョルを崇拝し、家族に対する思いは厚い。ヤンの男装を見破り、その後はヤンに強い関心を持ち元に連行。父の死後、大都にて妹の処刑を見届ける。その後はメバク商団の援助を受けて、復権・復讐の機会をうかがったが、タファンに殺される。
- タプジャヘ：チャ・ドジン

元の武将。ヨンチョルの次男。皇后タナシルリの兄。父や兄に忠実。反逆罪でペガンに斬り殺された。
- ヨム・ビョンス：チョン・ウンイン

高麗出身の元の武官。ヤンの父キ・ジャオの部下だったが、私利私欲のために裏切り、ヨンチョルに取り入って元の親衛隊長となる。ヨンチョル打倒後はタンギセと行動を共にし、タンギセの死後はメバク商団の使いとして皇太后に接触し、陰謀を画策した。パルラチョプにも取り入り、皇帝就任後は軍の実権を渡すと約束されたが、陰謀発覚によって、捕縛され、ヤンの前に連行された。罪を認めよと迫るヤンに対して、「自分に罪があるとすれば、それは自分を守ってくれないような弱い国に生まれてしまったことだ！」と言い放ち、激昂した民衆に撲殺された。
彼の父は彼が生まれた年に元との戦で戦死した。そこから彼の家族は不幸に見舞われ、母は子供たちのために米を盗み、そこの主に殴り殺された。そして兄姉のうちの1人は餓死、もう1人は凍死し、姉は貢女にされて自害した。このような境遇から、彼の恨みは父を殺した元ではなく、自分と家族を見捨てた高麗に向き、上記の裏切りに発展していった。
- チョチャム：キム・ヒョンボム

高麗出身の元の武官。ワン・ゴの元手下。元ではヨム・ビョンスと行動を共にする。パルラチョプ擁立の陰謀発覚後に捕縛され、自己保身からヨム・ビョンスの潜伏先を白状する。その後、ヨム・ビョンスと共に激昂した民衆に撲殺された。

### 元の皇宮ほか
- タナシルリ：ペク・ジニ

タファンの一度目の皇后。ヨンチョルの娘。実力者ヨンチョルの娘であることを誇りにし、傲岸不遜で思い込みが激しく嫉妬深く、時には人を殺すことさえも辞さない。タファンとワン・ユが自分に想いを寄せていると勘違いし、ワン・ユを慕う当時女官のヤンを哀れむ。ヤンが側室となってからはヤンを排除しようと、宮廷内で権力闘争をくりかえす。タファンとワン・ユがヤンに想いを寄せてると知ると嫉妬で怒り狂い、タファンとヤンを狩りの最中に暗殺しよと企てる兄たちにワン・ユも殺すように頼むほどワン・ユに対して好意を抱いていた。ヨンチョル捕縛と同時に冷宮に送られ、自殺を命じられるが、それを拒否して絞首刑に処された。実の子ではないマハを自分の子と思い込むようになり、母として愛情を注ぐという側面もあった。
- ソ尚宮（ソ・サングン）：ソ・イスク

タナシルリ付きの尚宮。タナシルリへの忠誠心が厚く、その命には忠実に従う。子供が生まれないタナシルリのために、拾い子のマハをタナシルリの実子と偽装するための手助けをする。タナシルリの死後、雑用係に降格処分となるが、皇太后の意を受けて次の皇后バヤンフト付きの尚宮として身分を回復する。マハが拾い子であることは知っていたがその実の父母までは知らなかったのであるが、偶然その出生の秘密を知り、タファンに報告する。しかし、タファンによって口封じのために殺される。
- ヨンファ：ユン・アジョン

タナシルリ付きの尚宮、元は女官。ヤンが雑用係として皇宮入りした当初からヤンと対立。タナシルリに取り入り尚宮まで出世する。タナシルリの死後はソ尚宮同様雑用係に降格されるが、皇太后の意を受けてソ尚宮とともにバヤンフト付きの尚宮となる。ヨム・ビョンスとは恋仲となって結婚を誓う。しかしバヤンフトの手駒にされたあげくに殺害されてしまい、ヤンのいじめを苦に自殺したように偽装された。
- 皇太后：キム・ソヒョン

タファンの叔母で、先帝の皇后。タファンの後見人としてヨンチョルと対立する。皇后となったタナシルリに不妊の香を贈る。皇室の実権を握るため、側室となったヤンの後ろ盾となり後押しするが、ヨンチョル一族を排した後は、自らの地位が脅かされることを危惧し、また高麗出身のヤンの子アユが皇太子になることを避けるため、ペガンと結託してヤンに敵対する。マハに「あなたの母親を殺したのはキ・ヤンとワン・ユです」と吹き込み、自らの傀儡として利用しようとした。マハの死後はパルラチョプを皇帝に擁立しようとしたが失敗し、ヤンに寺に入るよう命じられる。それを拒否して自決。
- ペガン（伯顔）：キム・ヨンホ

元の武将。タルタルの伯父。元の伝統を重んじる人物。最初はヨンチョルの勇姿に憧れ、軍人の道を選ぶ。しかしその後はヨンチョルの暴政に愛想をつかし、朝廷での出世のためだけにやむなくヨンチョルに従っていた。しかし、かつて仕えていたタファンの父である先の皇帝への恩顧から、皇太子タファン暗殺の命を破り、皇帝になるのを助ける。横暴を極めるヨンチョル一族からの権力奪取を狙い、ヤンを養女としてタファンの側室にする。ヨンチョル一族を討伐するタファンの逆クーデターを助けて成功に導き、その功によって丞相となる。しかし、その際の論功行賞に不満を抱きヤンを敵視するようになる。元をチンギス・ハーンの時のような統一帝国に戻すため、イル汗国やチャガタイ汗国、高麗に征服戦争を起こそうとする。しかし、暴政が過ぎ、甥のタルタルによって大明殿で殺される。
- タルタル：チン・イハン

ペガンの甥。寡黙で冷静沈着な人物。幅広い知識を持ち、軍師として伯父を支える。側室候補となったヤンの学問の師。ヤンの資質を認め、生涯にわたって師弟関係を貫き、陰ながらあらゆる形で助力することになる。ペガンがヤンとの権力闘争をおこなった際には揺れる心を抑えながらもペガンに従っていたが、最期にはヤンの側につき、涙を流しながら伯父を刺殺する。その後、ヤンの進言によってタファンから丞相に任命され、ヤンと協調してタファンを支えていき、タファンが皇太后やコルタを排除する際にも力を貸す。しかし、元に対する反乱が猛威をふるい、反乱軍が首都の大都に迫るなか、自ら討伐に向かう。その際、「討伐に失敗して私が戻らなかった場合は、北方に退くように」とキ・ヤンに進言する。その後、反乱軍との戦いで戦死。ヤンは進言の通り、北方に退いた。
- バヤンフト：イム・ジュウン

タファンの二度目の皇后で、ペガンの姪。通称バヤン。心優しい穏やかな貴婦人を装っているが、冷酷で残忍な性格を隠しており、その本性を知るのはペガンの下でともに育ったタルタルのみ。皇太后、貴妃のヤンを排して皇室の実権を握ろうとする。マハを暗殺して、その罪をヤンになすりつけようとするが失敗し、逆に失脚する。さらに、暗殺未遂の際に受けた毒矢が原因でマハが亡くなると、ヤンの逆鱗に触れ、強制的に毒を飲まされて殺害される。
- チャン・スニョン：キム・ミョングク

元の文官。皇太后の腹心で、ながく皇太后に忠誠をつくして仕え、ヤンとは対立する。皇太后のパルラチョプ擁立計画が失敗した後に殺害された。
- コルタ：チョ・ジェユン

タファン付きの内官。常にタファンの側で献身的に仕え、タファンの腹心として全面的な信頼を得ている。しかし、実は彼にはもうひとつの裏の顔があり、金の力で国政を牛耳るという野心のもと、秘密裏にメバク商団を組織してその頭目となっている。メバク商団の頭としては最初はヨンチョルと結んで莫大な利益をあげ、ヨンチョルが破滅してからはタンギセや皇太后に乗り換えて彼らを援助し、その見返りとして経済利権の独占を企む。さらには皇太后の皇帝すげ替えの陰謀に加担し、タファンに毒薬を飲ませてその健康を奪う。しかし最期にはタファンに陰謀を見ぬかれて捕えられる。「なぜお前までもが私を裏切るのだ」と詰問するタファンに対して臆することなく、本性を現して「私は裏切ったわけではない。もともと私の主は、皇帝ではなく金なのだ。権力と違って金は裏切らない！」と述べ、タファンに対して「目をさましなさい！　見返りなしにヤンがあなたに心をささげるわけがない！」と叫ぶ中、逆上したタファンに刺殺された。
- トクマン：イ・ウォンジョン

高麗出身の元の内官。皇宮の女官たちを監督する責任者で、厳しい指導によって女官たちからは恐れられている。しかしその反面ではヤンのために心を配り、何かとヤンに力添えする。ヤンが皇后となるとその側近としてタファンとヤンに献身的に仕えることになる。
- ホンダン：イ・ジヒョン

高麗出身の元の女官。ヤンが雑用係として皇宮に入った当初からヤンと親しい間柄。パク・オジンが殺された際その場に居合わせヤンと共に生き延び、一人宮殿へ逃げのびた。ヤンが側室になってタナシルリが送り込んだ雑用係が全員音をあげてからはヤン付きの女官、後にヤンが貴妃となる際に尚宮となる。パク内官共にヤンの右腕となり彼女を支え仕える。
- パク・オジン：ハン・ヘリン

タファンの側室。高麗出身の元の女官。皇太后によってタファンの側室候補に選ばれ、懐妊する。ヤンを諭してタファンへの復讐を諦めさせる。出産のための宿下がりを理由に、ワン・ユの子を身籠ったヤンの帰国に助力するが、タナシルリの激しい嫉妬心のために、兄のタンギセが差し向けた盗賊団が襲撃し、お付きの高麗出身の女官たちとノ尚宮ともに皆殺しにされる。
- ノ尚宮：イ・ウンギョン

先の皇帝の寵愛を受けた高麗出身の元の尚宮。皇帝の崩御がショックで心を病んでいる。タファンの父皇帝の血書を忍ばせた鏡をヤンに託す。側室パク・オジンとともに殺される。
- マハ：キム・ジンソン

懐妊できないタナシルリが引き取り、自らの息子として育てた孤児。実はワン・ユとヤンの子ピョル（星）。タナシルリの死後は、皇太后が養育し、ワン・ユとヤンに対する憎しみを吹きこまれていた。しかし、ワン・ユとヤンの言葉を聞いて、皇太后が言うことがすべて真実でないことを悟る聡明さも持ち合わせていた。次第にワン・ユやヤンに対して心を開くようになった矢先、バヤンフトの策略でヨム・ビョンスに毒矢を射られ、それがもとで亡くなった。
- アユルシリダラ：キム・ジヌ

ヤンとタファンの子。通称アユ。皇太子に冊立。反乱軍が大都を制圧し、明を建国した後、ヤンとともに北方に逃れ、そこで北元の皇帝に即位した。
- パルラチョプ：チェ・ヒョン

タファンのまたいとこ。タファンの後継皇帝候補として皇太后らに擁立される。タファンから「譲位する」とだまされて参内したのであるが、そこで謀反人の頭目と名指しされ、タルタルに斬り殺された。

### 高麗
- チェ・ムソン（崔茂宣）：クォン・オジュン

高麗の武官。ワン・ユの忠臣。護衛長。高麗へ帰る途中、ワン・ユと共に殺される。
- パン・シヌ：イ・ムンシク

高麗の内官。ワン・ユの忠臣。マハの出生の秘密を知っている。元の内官トクマンと親しい。
- チョンバギ：ユン・ヨンヒョン

高麗の武官。元ならず者だが、ワン・ユへの忠誠心は厚い。高麗へ帰る途中、ワン・ユと共に殺される。
- パク・プルファ：チェ・ムソン

高麗の武官。ヤンの父キ・ジャオの忠臣。裏切り者のヨム・ビョンスに強い復讐心を抱く。後にヤン付きの元の内官となる。
- ワン・ゴ：イ・ジェヨン

瀋陽（シミャン）王。ワン・ユの叔父。高麗の王座を狙ってヨンチョルに取り入り、元の力を盾に高麗で権力を振るう。ワン・ユの廃位後、次の王になれると考えていたが、ヨンチョルに見限られ、失意のうちに高麗に帰国する。
- キ・ジャオ：キム・ミョンス

高麗の武将。巡軍万戸府の長官。ヤンの父。元の皇太子タファン暗殺未遂の濡れ衣を着せられ、厳しい拷問の末、無念の死を遂げる。
- 忠粛王：クォン・テウォン

高麗の先王で、高麗27代国王。ワン・ユの父。
- 慶華公主：リュ・ヒョンギョン

高麗の先王、忠粛王の王妃。ワン・ユに対して陰湿に攻撃する計画を立てる。

### その他
- ヨンビス／パトル：ユ・イニョン

チュルク（突厥、後のオスマン・トルコ）の女将軍。西の辺境で、元の侵略に抵抗する仮面姿の猛将「パトル」としてペガンらを翻弄する。ワン・ユの策にはまり捕えられたが、「敵の敵は同志」として解放された。チュルクが滅ぼされてからはメバク商団と通じて大都に妓楼を開き、そこを拠点として東西の交易圏を握ることに腐心する。しかしワン・ユと再会後はその協力者となり、次第にワン・ユを慕うようになる。生命を狙われたワン・ユとともに逃亡する最中、タンギセの追撃にあい、ワン・ユの盾となって重傷を負い、ワン・ユの腕に抱かれて絶命する。
- マクセン／チョクホ：ソン・ギョンチョル

元の元内官。槍の名手。タファンの父である先の皇帝に仕え、護衛を務めていた。先の皇帝がタファンに残した血書の手がかりを知る人物。素性を隠し、元にある高麗村の村長「マクセン」として生活していた。後にワン・ユの協力者となる。